# Щербатовка (Рязанская область)
Щербатовка — село в России, расположено в Касимовском районе Рязанской области. Входит в состав Новодеревенского сельского поселения.

## Географическое положение
Щербатовка расположена примерно в 27 км к юго-востоку от центра города Касимова. Ближайшие населённые пункты — деревня Монцево к северу, деревня Нарышкино к востоку и посёлок Сосновка к западу.

## История
Деревня Щербатовка впервые упоминается в начале XIX века (в ревизии 1834 г. по соседней Новой Деревне есть записи, что часть крестьян отселена в 1829 г. во вновь образованную деревню Щербатовка; переселения продолжались и после этой ревизии).
С 1835 по 1856 годы деревней владела княгиня Анна Ивановна Щербатова вместе с княгиней Голицыной. После смерти А. И. Щербатовой её доля перешла к наследницам, Наталье Алексеевне Мельгуновой и Елене Алексеевне Толстой.
В XIX в. деревня входила в состав Елатомского уезда Тамбовской губернии. В 1862 г. деревня имела 30 дворов при численности населения 347 чел. Многие роды деревни приходились родственниками жителям соседней Новой Деревни, так как помещица часто переселяла крестьян из одного своего селения в другое.
Близ села имелись каменоломни, в которых открытым способом производилась добыча строительных материалов. В начале XX века в них добывалось до 10 тысяч тонн доломита и 500 тысяч тонн известняка в год. Добыча камня продолжалась до 1958 года.
В 1906 году разбогатевшим крестьянином Кугушевым в деревне была построена Успенская церковь. В 1911 году помимо православных в селе имелись староверы — филипповцы и сектанты «жидовствующие».
В 1961 году неподалёку от села была открыта турбаза «Ёлочка».

## Население
| 2010 |
| ---- |
| 155  |

## Транспорт и связь
Село имеет регулярное автобусное сообщение с районным центром. 
В Щербатовке имеется одноименное сельское отделение почтовой связи (индекс 391347).

## Достопримечательности
Близ села находится памятник природы "Щербатовские известняки". 